# Slowaaks kampioenschap wielrennen op de weg
Het Slowaaks kampioenschap wielrennen op de weg is in de vier onderdelen wegwedstrijd en individuele tijdrit bij zowel de mannen als de vrouwen een jaarlijkse georganiseerde wielerwedstrijd waarin om de nationale titel van Slowakije wordt gestreden. De kampioen mag een jaar lang rijden in een trui met de vlag van Slowakije in de categorie waarin de trui is behaald.

## Mannen

### Wegwedstrijd

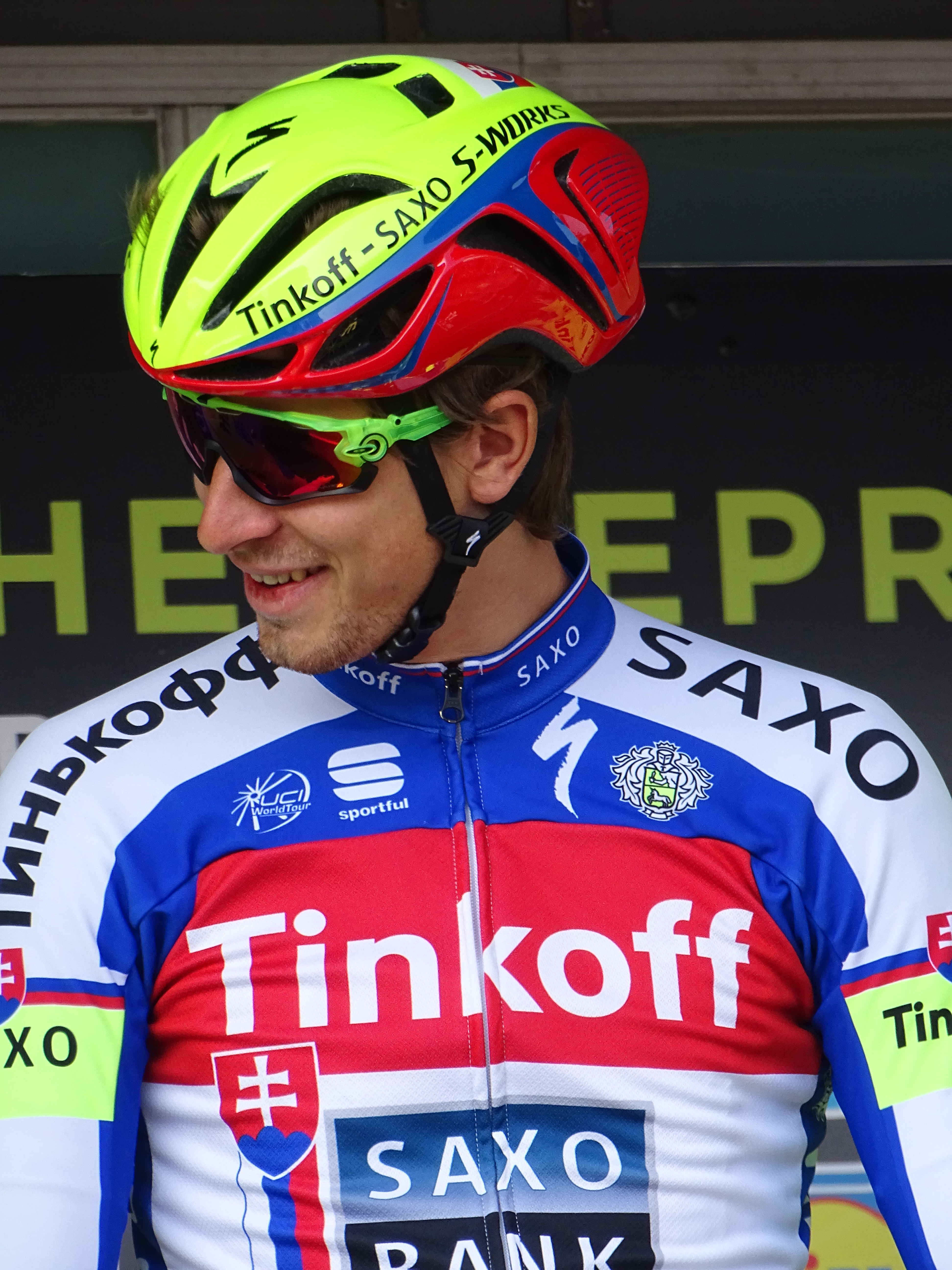
Peter Sagan won acht keer de wegrit

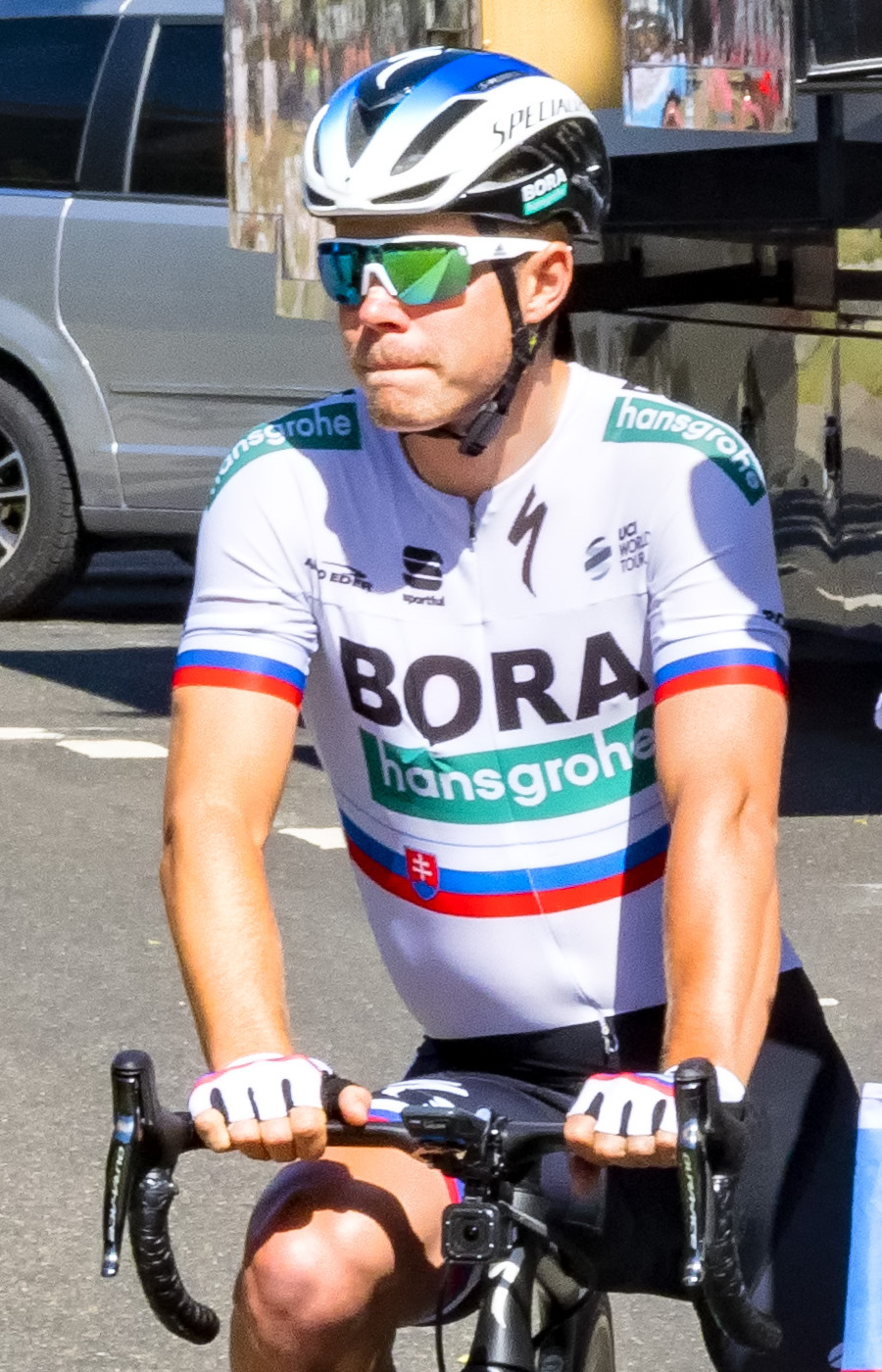
Zijn broer Juraj Sagan won vier keer

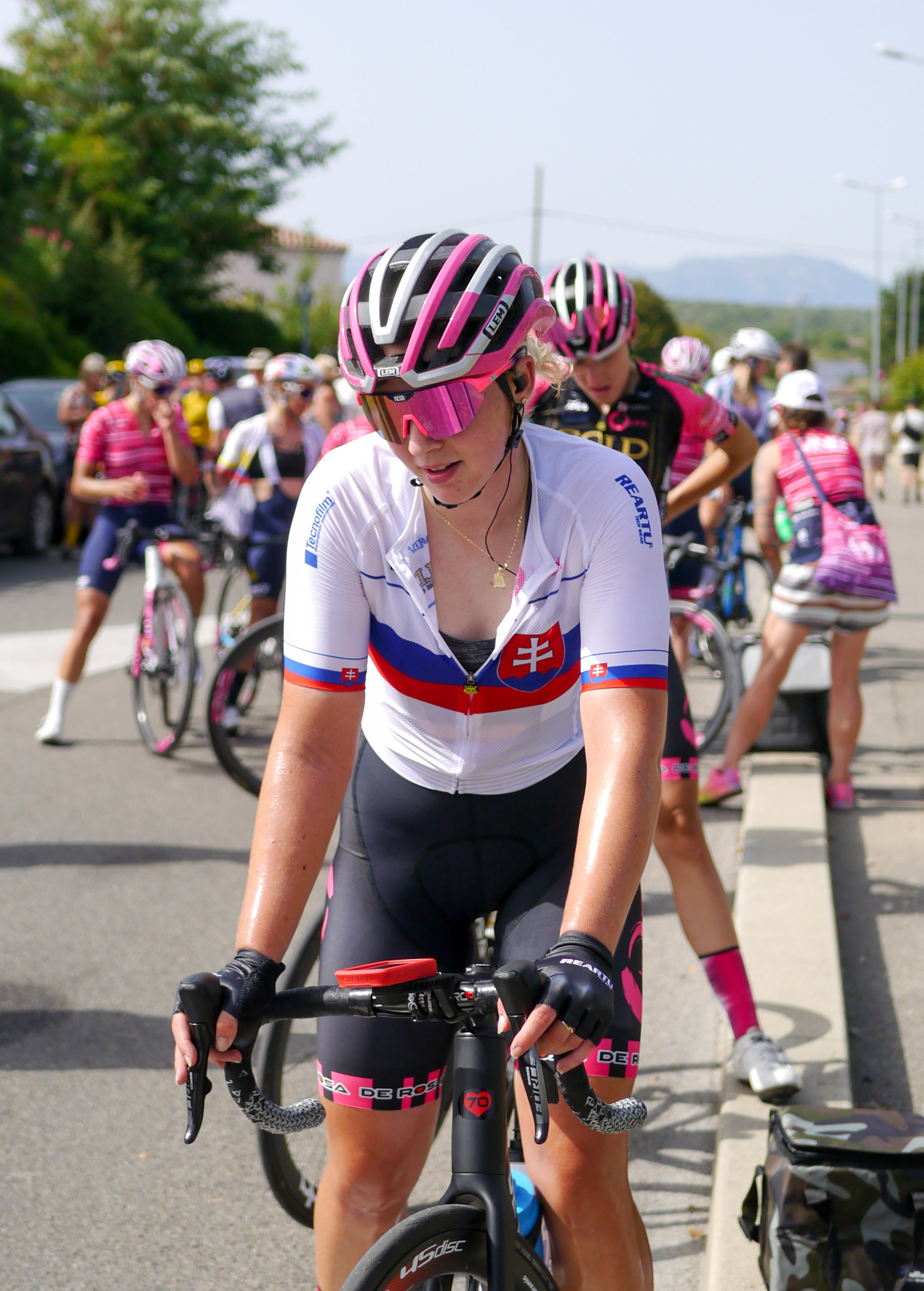
Nora Jenčušová won in 2022 en 2023

| Jaar | Goud               | Zilver           | Brons                  |
| ---- | ------------------ | ---------------- | ---------------------- |
| 1995 | Ján Valach         |                  |                        |
| 1996 | Martin Riška       | Milan Dvorščík   | Ján Valach             |
| 1997 | Ján Valach         | Miroslav Lipták  | Pavel Zaduban          |
| 1998 | Ján Valach         | Ján Šipeky       | Miroslav Lipták        |
| 1999 | Ján Valach         | Miroslav Lipták  | Martin Riška           |
| 2000 | Róbert Nagy        | Roman Broniš     | Ondrej Slobodník       |
| 2001 | Ján Valach         | Lubos Kondis     | Roman Broniš           |
| 2002 | Martin Riška       | Róbert Nagy      | Miroslav Keliar        |
| 2003 | Martin Riška       | Robert Glovniak  | Roman Broniš           |
| 2004 | Martin Riška       | Matej Jurčo      | Miroslav Keliar        |
| 2005 | Martin Prázdnovský | Ondrej Slobodník | Roman Broniš           |
| 2006 | Maroš Kováč        | Zoltán Remák     | Martin Riška           |
| 2007 | Martin Riška       | Ján Valach       | Maros Kovác            |
| 2008 | Matej Jurčo        | Roman Broniš     | Martin Prázdnovský     |
| 2009 | Matej Vyšňa        | Martin Velits    | Ján Valach             |
| 2010 | Jakub Novák        | Matej Vyšňa      | Martin Kostelnicak     |
| 2011 | Peter Sagan        | Matej Jurčo      | Marek Canecky          |
| 2012 | Peter Sagan        | Martin Velits    | Patrik Tybor           |
| 2013 | Peter Sagan        | Maroš Kováč      | Patrik Tybor           |
| 2014 | Peter Sagan        | Martin Velits    | Martin Mahdar          |
| 2015 | Peter Sagan        | Juraj Sagan      | Patrik Tybor           |
| 2016 | Juraj Sagan        | Peter Sagan      | Michael Kolář          |
| 2017 | Juraj Sagan        | Peter Sagan      | Erik Baška             |
| 2018 | Peter Sagan        | Juraj Sagan      | Michael Kolář          |
| 2019 | Juraj Sagan        | Erik Baška       | Patrik Tybor           |
| 2020 | Juraj Sagan        | Erik Baška       | Lukáš Kubiš            |
| 2021 | Peter Sagan        | Matúš Štoček     | Lukáš Kubiš            |
| 2022 | Peter Sagan        | Lukáš Kubiš      | Matúš Štoček           |
| 2023 | Matúš Štoček       | Peter Sagan      | Lukáš Kubiš            |
| 2024 | Lukáš Kubiš        | Martin Svrček    | Richard Riška          |
| 2025 | Lukáš Kubiš        | Martin Svrček    | Matthias Schwarzbacher |

### Tijdrit

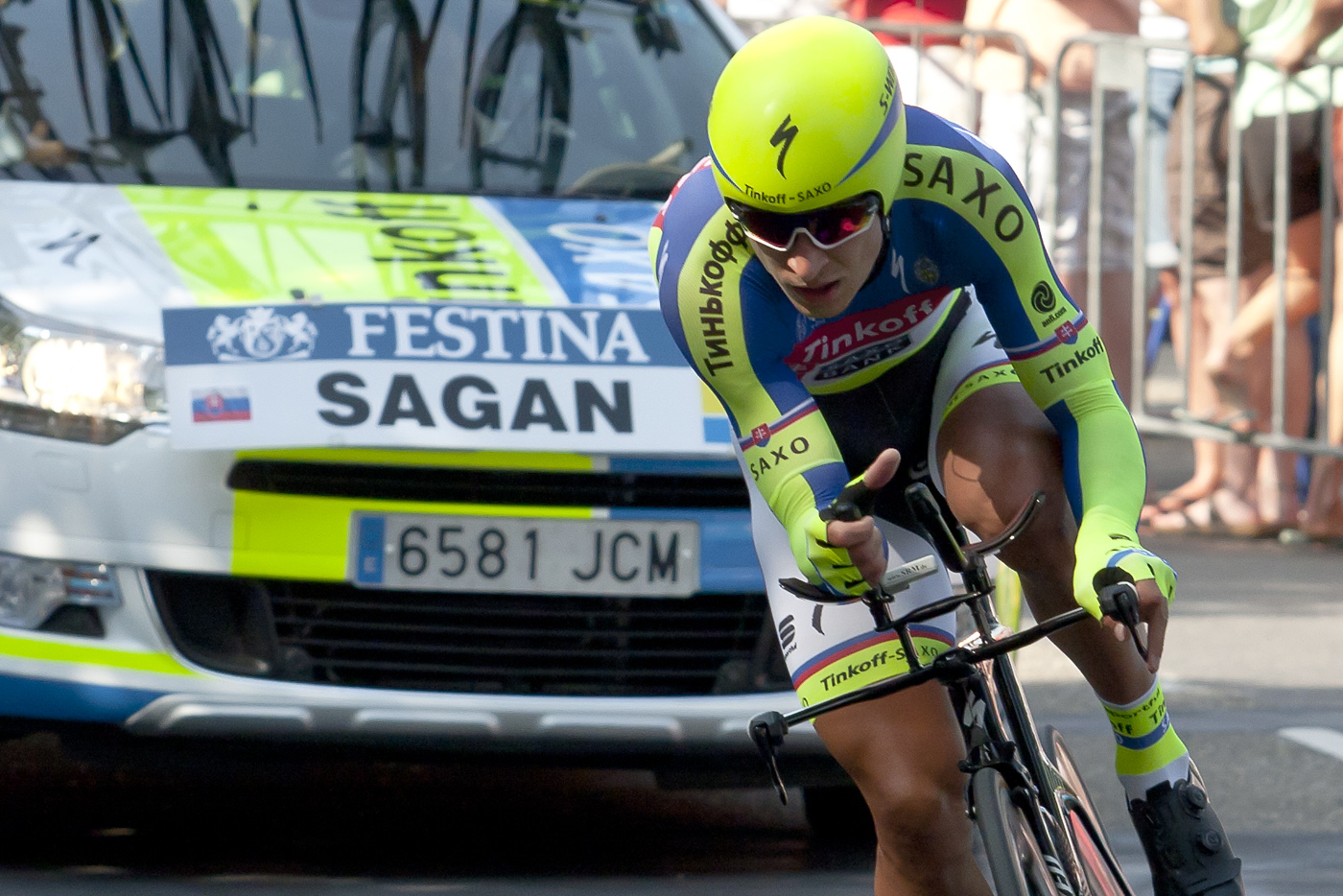
Peter Sagan won in 2015 de tijdrit

| Jaar | Goud                   | Zilver                 | Brons            |
| ---- | ---------------------- | ---------------------- | ---------------- |
| 1997 | Miroslav Lipták        | Ján Valach             | Ondrej Slobodník |
| 1998 | Ján Valach             | Miroslav Lipták        | Ondrej Slobodník |
| 1999 | Ondrej Slobodník       | Ján Valach             | Milan Dvořák     |
| 2000 | Ondrej Slobodník       | Róbert Nagy            | Ján Spak         |
| 2001 | Ján Valach             | Robert Glajza          | Róbert Nagy      |
| 2002 | Ján Valach             | Martin Riška           | Miroslav Keliar  |
| 2003 | Róbert Nagy            | Ondrej Slobodník       | Miroslav Keliar  |
| 2004 | Matej Jurčo            | Ján Valach             | Róbert Nagy      |
| 2005 | Matej Jurčo            | Ján Valach             | Ondrej Slobodník |
| 2006 | Matej Jurčo            | Zoltán Remák           | Martin Riška     |
| 2007 | geannuleerd            | geannuleerd            | geannuleerd      |
| 2008 | Matej Jurčo            | Róbert Nagy            | Roman Broniš     |
| 2009 | Roman Broniš           | Pavol Polievka         | Róbert Nagy      |
| 2010 | Martin Velits          | Pavol Polievka         | Róbert Nagy      |
| 2011 | Pavol Polievka         | Roman Broniš           | Róbert Nagy      |
| 2012 | Peter Velits           | Martin Velits          | Matej Jurčo      |
| 2013 | Peter Velits           | Maroš Kováč            | Milan Barényi    |
| 2014 | Peter Velits           | Maroš Kováč            | Patrik Tybor     |
| 2015 | Peter Sagan            | Maroš Kováč            | Patrik Tybor     |
| 2016 | Marek Čanecký          | Maroš Kováč            | Roman Broniš     |
| 2017 | Marek Čanecký          | Patrik Tybor           | Adrian Babic     |
| 2018 | Marek Čanecký          | Patrik Tybor           | Martin Haring    |
| 2019 | Ján Andrej Cully       | Marek Čanecký          | Patrik Tybor     |
| 2020 | Ján Andrej Cully       | Martin Haring          | Ronald Kuba      |
| 2021 | Ronald Kuba            | Lukáš Kubiš            | Ján Andrej Cully |
| 2022 | Ján Andrej Cully       | Marek Čanecký          | Ronald Kuba      |
| 2023 | Matúš Štoček           | Martin Jurík           | Marek Čanecký    |
| 2024 | Lukáš Kubiš            | Matthias Schwarzbacher | Dominik Dunár    |
| 2025 | Matthias Schwarzbacher | Lukáš Kubiš            | Martin Svrček    |

## Vrouwen

### Wegwedstrijd
| Jaar | Goud                     | Zilver                   | Brons                    |
| ---- | ------------------------ | ------------------------ | ------------------------ |
| 1993 | Ildiko Paczova           | Lenka Ilavská            | Iveta Sitarova           |
| 1994 | Lenka Ilavská            | Elena Barillova          | Jaroslava Komankova      |
| 1995 | Eva Orvosova-Lowe        | Jaroslava Komankova      | Jana Nikova              |
| 1996 | Lenka Ilavská            | Elena Barillova          | Jaroslava Komankova      |
| 1997 | Lenka Ilavská            | Ildiko Paczova           | Zlatica Bazola-Gavlakova |
| 1998 | Lenka Ilavská            | Elena Barillova          | Jaroslava Komankova      |
| 1999 | Lenka Ilavská            | Elena Barillova          | Janette Bohmova          |
| 2000 | Zlatica Bazola-Gavlakova | Elena Barillova          | Janka Števková           |
| 2001 | Lenka Ilavská            | Zlatica Bazola-Gavlakova | Janka Števková           |
| 2002 | Zlatica Bazola-Gavlakova | Alena Buresova           | Katarina Lehocka         |
| 2006 | Zuzana Vojtasova         |                          |                          |
| 2007 | Katarina Uhlarikova      | Zuzana Vojtasova         |                          |
| 2008 | Eva Potocna              | Katarina Uhlarikova      |                          |
| 2009 | Alžbeta Pavlendová       | Monika Kadlecová         | Katarina Uhlarikova      |
| 2010 | Katarina Uhlarikova      | Alžbeta Pavlendová       | Monika Kadlecová         |
| 2011 | Janka Števková           | Monika Kadlecová         | Julia Jurcová            |
| 2012 | Alžbeta Pavlendová       | Monika Kadlecová         | Livia Hanesová           |
| 2013 | Monika Kadlecová         | Livia Hanesová           | Andrea Juhasova          |
| 2014 | Monika Kadlecová         | Lubica Dadova            | Alžbeta Pavlendová       |
| 2015 | Alžbeta Pavlendová       | Tereza Medveďová         | Livia Hanesová           |
| 2016 | Janka Števková           | Livia Hanesová           | Tereza Medveďová         |
| 2017 | Alžbeta Pavlendová       | Janka Števková           | Tereza Medveďová         |
| 2018 | Tereza Medveďová         | Tatiana Jaseková         | Alžbeta Bačíková         |
| 2019 | Alžbeta Bačíková         | Tereza Medveďová         | Monika Kadlecová         |
| 2020 | Tereza Medveďová         | Janka Števková           | Radka Paulechová         |
| 2021 | Tereza Medveďová         | Radka Paulechová         | Nora Jenčušová           |
| 2022 | Nora Jenčušová           | Barbora Švrcková         | Tereza Medveďová         |
| 2023 | Nora Jenčušová           | Tereza Medveďová         | Barbora Švrcková         |
| 2024 | Nora Jenčušová           | Terézia Ciriaková        | Alžbeta Bačíková         |
| 2025 | Viktória Chladoňová      | Sofia Ungerová           | Nora Jenčušová           |

### Tijdrit
| Jaar | Goud                | Zilver              | Brons               |
| ---- | ------------------- | ------------------- | ------------------- |
| 2008 | Katarína Uhlariková | Eva Potocná         |                     |
| 2009 | Alžbeta Pavlendová  | Monika Kadlecová    | Katarína Uhlariková |
| 2010 | Alžbeta Pavlendová  | Monika Kadlecová    | Zuzana Vojtášová    |
| 2011 | Alžbeta Pavlendová  | Monika Kadlecová    | Katarína Uhlariková |
| 2012 | Janka Števková      | Alžbeta Pavlendová  | Kristina Lapinová   |
| 2013 | Alžbeta Pavlendová  | Michaela Maláriková | Monika Kadlecová    |
| 2014 | Michaela Maláriková | Janka Števková      | Livia Hanesová      |
| 2015 | Tereza Medveďová    | Alžbeta Pavlendová  | Livia Hanesová      |
| 2016 | Lucia Valachova     | Janka Števková      | Tatiana Jaseková    |
| 2017 | Janka Števková      | Lucia Valachova     | Tereza Medveďová    |
| 2018 | Tatiana Jaseková    | Livia Hanesová      | Alžbeta Pavlendová  |
| 2019 | Tatiana Jaseková    | Mariana Findrová    | Andrea Šimora       |
| 2020 | Tereza Medveďová    | Janka Števková      | Tatiana Jaseková    |
| 2021 | Nora Jenčušová      | Janka Števková      | Nikola Čorbová      |
| 2022 | Nora Jenčušová      | Janka Števková      | Petra Machálková    |
| 2023 | Nora Jenčušová      | Rebeka Cully        | Tereza Medveďová    |
| 2024 | Nora Jenčušová      | Zuzana Michaličková | Alžbeta Bačíková    |
| 2025 | Viktória Chladoňová | Nora Jenčušová      | Sofia Ungerová      |